# Джейн Остин
Вижте пояснителната страница за други личности с името Остин.
Джейн О̀стин (на английски: Jane Austen, [d͡ʒeɪn ˈɒstɪn]) е английска писателка, известна най-вече с шестте си главни романа, които интерпретират, критикуват и коментират живота на британската дребна поземлена аристокрация в края на XVIII век.
Сюжетите на Остин често разглеждат зависимостта на женита от брака в търсенето на обществено положение и стопанска сигурност. Произведенията ѝ критикуват сантименталните романи от втората половина на XVIII век и са част от прехода към литературния реализъм на XIX век. Използваната от нея язвителна ирония, наред с реализма и наблюденията на обществото, ѝ носят успех сред критиците и изследователите.
С издаването на „Разум и чувства“ (1811), „Гордост и предразсъдъци“ (1813), „Менсфийл парк“ (1814) и „Ема“ (1816), докато е жива, тя постига скромен успех и, тъй като книгите са публикувани анонимно, малка известност. Тя пише и два други романа – „Абатството Нортангър“ и „Доводите на разума“, – издадени след нейната смърт през 1818 година, както и още един – „Сандитън“, – който не успява да завърши. Оставя след себе си и три ръкописни тома с младежки текстове, краткия епистоларен роман „Лейди Сюзън“ и друг незавършен роман – „Семейство Уотсън“.
Остин получава далеч по-голяма известност след смъртта си, като шестте и пълни романа са постоянно преиздавани. Важно събитие за посмъртната ѝ репутация настъпва през 1833 година, когато романите ѝ са преиздадени в поредица на известния издател Ричард Бентли, илюстрирани от Фердинанд Пикъринг и продавани в комплект. Те постепенно печелят по-широко одобрение и привличат нова публика. През 1869 година, петдесет и три години след нейната смърт, племенникът ѝ публикува „Мемоар за Джейн Остин“, в който представя на жадната публика убедителна версия за нейната писателска кариера и като че ли лишен от особени събития живот.
Джейн Остин вдъхновява голям брой критически есета и литературни антологии. Романите ѝ са основа за множество филми, от „Гордост и предразсъдъци“ през 40-те години на XX век до съвременни продукции, като „Любов и приятелство“ (2016).

## Биографични източници
Биографичната информация за Джейн Остин е ограничена и се свежда главно до няколко оцелели нейни писма и биографични бележки, писани от нейни роднини. В своя живот тя пише към 3 хиляди писма, от които са запазени едва 161. По-голямата ѝ сестра Касандра изгаря или унищожава голям брой писма, които получава през 1843 година, за да попречи те да попадната в ръцете на роднини и за да се увери, че „по-младите племенници няма да четат нищо от понякога жлъчните или прями коментари на Джейн Остин за съседи или роднини“. Касандра цели да предпази семейната репутация от склонността на сестра си към откровеност, в интерес на дискретността пропуска подробности за семейни заболявания и нещастия.
Първата биография на Джейн Остин е написаната през 1818 година от нейния брат Хенри Томас Остин „Биографична бележка“. Тя е публикувана с посмъртно издание на „Абатството Нортангър“ и съдържа откъси от две писма, включени без одобрението на други членове на семейството. Подробности за живота ѝ продължават да бъдат пропускани или разкрасявани в „Мемоар за Джейн Остин“, издаден от неин племенник през 1869 година, както и в издадената през 1913 година „Джейн Остин: Нейният живот и писма“ на Уилям и Ричард Артър Остин-Лий, макар в тях да са включени още нейни писма. Създадената от семейство и роднини легенда отразява тяхната склонност да представят образа на „добрата тиха леля Джейн“, на жена, чието домашно положение е щастливо и чието семейство е в центъра на живота ѝ. Съвременните биографи представят подробности, в миналото изключвани от писмата и семейните биографии, като според изследователя Джан Фъргюс предизвикателството е да се избегне представянето на точно противоположния възглед – за Остин, потъваща в периоди на дълбоко нещастие – „огорчена, разочарована жена в капана на издъно неприятно семейство“.

## Биография

### Произход и юношески години
Джейн Остин е родена в Стивънтън, графство Хампшър, на 16 декември 1775 година. Тя се ражда месец по-късно от очакванията на родителите си и в свое писмо баща ѝ пише, че майка ѝ „определено очакваше да е на легло преди месец“. Той добавя, че новороденото е „подарък за Каси и нейно бъдещо другарче“. Зимата на 1776 година е необичайно сурова и детето е кръстено едва на 5 април в местната църква, получавайки едно име – Джейн.
Джейн е втората дъщеря и предпоследно дете в семейството на Джордж Остин и съпругата му Касандра Лий. Джордж Остин (1731 – 1805) е свещеник на англиканските енории на Стивънтън и съседния Дийн. Той произлиза от старо, уважавано и богато семейство на търговци на вълна, но тъй като в рода по традиция основната част от наследството остава за най-големия син, клонът от семейството, към който принадлежи Джордж, изпада в бедност. Той и двете му сестри остават сираци като деца и са отгледани от роднини. Сестра му Филаделфия отива в Индия, за да си намери съпруг, а Джордж постъпва със стипендия в Оксфордския университет, където най-вероятно се запознава с Касандра Лий (1739 – 1827). Тя произлиза от изтъкнато благородническо семейство. Баща ѝ е свещеник в „Ол Соулс“, един от колежите на Оксфордския университет, където тя израства в дребноблагородническа среда. Най-големият ѝ брат Джеймс наследява цяло състояние и голямо имение от тяхната пралеля Перът, при условие да промени фамилното си име на Лий-Перът.
Джордж Остин и Касандра Лий се сгодяват, вероятно около 1763 година, когато си разменят миинатюри. Малко по-късно Джордж получава бенефиция на Стивънтънската енория от Томас Найт, богатия съпруг на негова втора братовчедка. Женят се на 26 април 1764 година в църквата „Свети Свитун“ в Бат със проста церемония, два месеца след смъртта на Касандра. Доходите им са скромни, главно малкият бенефиций на Джордж, а Касандра очаква малко наследство, когато майка ѝ почине.
Семейството се установява временно в ректория на Дийн, докато този в Стивънтън, занемарена сграда от XVI век, претърпи наложителен ремонт. Касандра ражда три от децата си, докато живеят в Дийн – Джеймс през 1765 година, Джордж през 1766 година и Едуард през 1767 година. Тя обикновено задържа бебетата у дома за няколко месеца, след което ги предава на Елизабет Литълуд, живееща наблизо дойка, която ги гледа в продължение на дванадесет до осемнадесет месеца.
През 1768 година семейството най-после се настанява в Стивънтън. През 1771 година Хенри става първото от децата, родени там. По това време Касандра вече не може да пренебрегва признаците, че малкият Джордж изостава в развитието си. Той получава припадъци и може би е глухоням и тя решава да го отпрати за отглеждане извън дома им. През 1773 година се ражда Касандра, последвана от Франсис през 1774 година и Джейн през 1775 година.
Според биографа на Остин Парк Хонан, атмосферата в дома ѝ е „открита, забавна, приятно интелектуална“, политически и обществени идеи, с които семейството не е съгласно, могат да се разглеждат и обсъждат. Семейството разчита на подкрепата на роднини и посреща като гости множество членове на рода. Госпожа Остин прекарва лятото на 1770 година в Лондон със сестрата на Джордж Филаделфия и нейната дъщеря Елиза в компанията на другата му сестра госпожа Уолтър и дъщеря ѝ Фили. Според биографката на Остин Диърдра Ле Фей, Филаделфия и Елиза Ханкок са „ярките комети, проблязващи в иначе спокойната слънчева система на свещеническия живот в селски Хампшър, като новините за пътуванията им в чужбина и модния им лондонски живот, наред с внезапните им появи в дома в Стивънтън, помагат за разширяването на хоризонта на младата Джейн и оказват влияние върху по-късния ѝ живот и творчество“.
Братовчедът на Касандра Остин Томас Лий посещава семейството няколко пъти през 70-те и 80-те години, като кани малката Касандра на гости в Бат през 1781 година. Първото споменаване на Джейн в семейните документи е във връзка с връщането на Касандра от Бат: „и те бяха почти у дома, когато ги посрещнаха Джейн и Чарлз, двамата малки в семейството, които трябваше да отидат чак до Ню Даун, за да пресрещнат колата и да имат удоволствието да се возят до дома в нея.“ От детството си Касандра и Джейн са много близки.
От 1773 до 1796 година Джордж Остин допълва доходите си със земеделие и с обучението на три или четири момчета, които живеят в дома му. Годишният му доход от двата бенефиция е към 200 паунда, скромна стойност за времето си. За сравнение, квалифициран работник, като ковач или дърводелец, изработва към 100 паунда годишна, а типичният годишен доход на семейство от провинциалната дребна аристокрация е между 1000 и 5000 паунда.
В тази част от живота си Джейн Остин редовно ходи на църква, общува с приятели и съседи и вечер чете романи на семейството си – често съставени от самата нея. Общуването със съседите често включва танци, импровизирани в нечий дом след вечеря или на балове, организирани редовно в общински зали. Нейният брат Хенри по-късно казва: „Джейн обичаше танците и беше умела в тях“.
През 1783 година Джейн и сестра ѝ Касандра са изпратени в Оксфорд, за да бъдат обучавани от Ан Коли, която ги отвежда със себе си в Саутхемптън, където се премества по-късно през същата година. През есента двете момичета са върнати у дома, след като се разболяват от тиф и Джейн едва не умира. Те се обучават у дома до началото на 1785 година, когато ги изпращат в Рединг в пансиона на госпожа Ла Турнел, която има дървен крак и страст към театъра. Учебната програма вероятно включва френски език, правопис, ръкоделие, танци и музика и може би театър. Двете сестри се прибират преди декември 1786 година, тъй като училищните такси са твърде високи за семейството. След това Джейн Остин „никога вече не живее извън рамките на най-близкия си семеен кръг“.
Остин е определяна като затворена, себична и много горда, затова не е всеобща любимка, но с по-голямата си сестра е споделяла всичко. Съдбата на Остин не предполага бележити авантюри и увлекателни приключения, затова тя прекарва целия си живот заобиколена от любящи роднини.

### Творчество
Романът ѝ „Разум и чувства“ спечелва огромна популярност и става много известен. Голяма популярност печелят също „Гордост и предразсъдъци“ и „Ема“.
„Разум и чувства“ е публикуван през 1811 г. Първата версия на романа е написана още през 1795 г. със заглавие „Елинор и Мариан“.
„Гордост и предразсъдъци“ – първоначално „Първи впечатления“ (First Impressions) – е завършен през 1796 – 97 г., но публикуван едва през 1813 г. Той е една от първите романтични комедии и остава бележит за цялата английска литература. Считан за най-популярния от всички произведения на Остин, романът присъства на челните места в класациите на любими книги във Великобритания: през 2003 г. е на второ място, а през 2007 г. – на първо.
Пред 1814 г. излиза „Менсфийлд парк“, а през 1816 г. – „Ема“, с посвещение на регента. „Абатството Нортангър“ и „Доводите на разума“ са публикувани посмъртно през 1818 г.
По-къси произведения са „Лейди Сюзан“ и Сандитън (Sanditon, незавършен). Новелата „Семейство Уотсън“ е довършена от племенницата на Остин, Катрин Хабък, и е публикувана с подзаглавието „По-малката сестра“ в средата на XIX век.
Някои от по-ранните произведения на Остин, известни в литературата като „ювенилия“ (juvenilia), са: „Трите сестри“, „Любов и приятелство“ (Love and Freindship), „История на Англия“ и „Красивата Касандра“.

### Последни години
Джейн Остин умира на 41-годишна възраст от неизвестна болест и е погребана в Уинчестър, където отива на лечение. Последните ѝ месеци са мъчителни, но роднини твърдят, че тя не е погълната от жалост и скръб. Последвали изследвания показват, че е имала признаци на отравяне с арсеник.

## Хронология
Най-важните дати в живота на Джейн Остин.
- 1775 – родена на 16 декември.
- 1785 – 1786 – Джейн и Касандра посещават Abbey School в Рединг.
- 1787 – Джейн започвада пише къси пародии, известни като ювенилия (juvenilia) (юношеско творчество).
- 1792 – Мери Уолстонкрафт публикува Защита на правата на жената (A Vindication of the Rights of Woman).
- 1793 – Великобритания е във война с революционна Франция.
- 1794 – Ан Радклиф публикува „Потайностите на Удолфо“.
- 1795 – Остин пише „Елинор и Мариан“, първи вариант на „Разум и чувства“.
- 1796 – Възход на Наполеон Бонапарт във Франция.
- 1796 – 1797 – Остин пише „Първи впечатления“, първи вариант на „Гордост и предразсъдъци“.
- 1797 – „Гордост и предразсъдъци“ е отхвърлен от издателство.
- 1798 – 1799 – Остин пише „Сюзън“, първи вариант на „Абатството Нортангър“.

- 1801 – Бащата на Остин се пенсионира и семейството се мести в Бат.
- 1802 – Остин приема предложение за брак от Харис Биг-Уитър, но се отмята на следващия ден.
- 1803 – „Сюзън“ е продадена на издателство „Кросби“ за 10 лири, но не е публикувана.
- 1804 – Остин пише, но не завършва, „Семейство Уотсън“.
- 1805 – Бащата на Остин умира.
- 1806 – Остин се мести с майка си и сестра си в Саутхемптън.
- 1809 – Остин се мести с майка си и сестра си в къща на брат си Едуард в с. Чотън, обл. Хемпшир. Остава там до края на живота си.
- 1811 – Публикуван е „Разум и чувства“.
- 1813 – Публикуван е „Гордост и предразсъдъци“.
- 1814 – Публикуван е „Менсфийлд парк“.
- 1815 – „Ема“ е публикуван през декември с дата 1816 г. Романът е посветен на принца-регент (бъдещия Джордж IV) по негова молба.
- 1816 – Здравето на Остин се влошава. „Доводите на разума“ е завършена. „Сюзън“ е откупена обратно от издателството. Уолтър Скот пише положителна рецензия за „Ема“ в „Куотърли Ривю“ (Quarterly Review)
- 1817 – Остин работи върху Сандитън (януари-март). Умира на 18 юли. През декември брат ѝ Хенри публикува „Абатството Нортангър“ и „Доводите на разума“ (с дата 1818 г.) с биографична справка за автора.

## Произведения
- „Разум и чувства“ (Sense and Sensibility) – 1811
- „Гордост и предразсъдъци“ (Pride and Prejudice) – 1813
- „Менсфийлд парк“ (Mansfield Park) – 1814
- „Ема“ (Emma) – 1816
- „Абатството Нортангър“ (Northanger Abbey) – 1818
- „Доводите на разума“ / „Въздействие“ (Persuasion) – 1818
- „Лейди Сюзън“ (Lady Susan)
- „Сандитън“ (Sanditon) – незавършен
- „Семейство Уотсън“ (The Watsons) – незавършен

## Екранизации
- 1938 – „Гордост и предразсъдъци“ (Pride and Prejudice) с участието на Къриген Люис и Андрю Осбърн.
- 1940 – „Гордост и предразсъдъци“ (Pride and Prejudice) – Режисьор: Робърт Ленард, с участието на Гриър Гарсън и Лорънс Оливие.
- 1952 – „Гордост и предразсъдъци“ (Pride and Prejudice) с участието на Дафни Слейтър и Питър Къшинг.
- 1958 – „Гордост и предразсъдъци“ (Pride and Prejudice) с участието на Джейн Даунс и Алън Бейдъл.
- 1958 – „Гордост и предразсъдъци“ (Pride and Prejudice) с участието на Силия Банърман и Люис Файъндър.
- 1971 – „Доводите на разума“ (Persuasion) – Режисьор: Хауърд Бейкър, с участието на Ан Феърбанк и Робърт Маршал.
- 1972 – „Ема“ (Emma) – Режисьор: Джон Гленистър, с участието на Доран Гудуил и Джон Карсън.
- 1979 – „Гордост и предразсъдъци“ (Pride and Prejudice) – Режисьор: Сирил Коук, с участието на Елизабет Гарви и Дейвид Ринтул.
- 1980 – „Джейн Остин в Манхатън“ – Режисьор: Джеймс Айвъри, с участието на Ан Бакстър и Робърт Пауъл.
- 1983 – „Менсфийлд парк“ (Mansfield Park) – минисериал с режисьор Дейвид Гилс, с участието на Силвестра ле Тузел и Никълъс Фарел.
- 1985 – „Разум и чувства“ (Sense and Sensibility) – Режисьор: Родни Бенет, с участието на Айрийн Ричардс и Трейси Чайлдс.
- 1987 – „Абатството Нортангър“ (Northanger Abbey) – Режисьор: Жил Фостър, с участието на Катрин Шлезингър и Питър Фърт.
- 1995 – „Гордост и предразсъдъци“ (Pride and Prejudice) – Минисериал с режисьор Саймън Лангтън и участието на Колин Фърт и Дженифър Ейл.
- 1995 – „Доводите на разума“ (Persuasion) – Режисьор: Роджър Мичъл, с участието на Аманда Руут и Кийрън Хаиндс. Печели наградата на Британска академия за филмово и телевизионно изкуство (БАФТА) за 1996 година в 6 категории.
- 1995 – „Разум и чувства“ – Режисьор: Анг Ли, с участието на Ема Томпсън, Кейт Уинслет, Хю Грант и Алън Рикман. Ема Томпсън печели през 1996 г. Оскар за най-добра адаптация на книга. Филмът е номиниран в 7 категории, включително за най-добър филм.
- 1996 – „Ема“ (Jane Austen's Emma) – Режисьор: Дъглас Макграт, с участието на Гуинет Полтроу, Тони Колет, Джереми Нортъм и Юън Макгрегър. Лека версия в типично холивудски стил с участие на световноизвестни актьори. Рейчъл Портман печели през 1996 г. Оскар за най-добра музика. Филмът е номиниран и за най-добри костюми.
- 1996 – „Ема“ (Emma) – Режисьор: Дайърмъд Лорънс, с участието на Кейт Бекинсейл, Марк Стронг, Саманта Мортън и Оливия Уилямс.
- 1999 – „Менсфийлд парк“ (Mansfield Park) – Режисьор: Патриша Розема, с участието на Франсис О'Конър, Джони Лий Милър, Алесандро Нивола и Ембет Давидс. Филмът е модерна и свободна екранизация, която заимства от книгата и от писмата на Джейн Остин.
- 2003 – „Гордост и предразсъдъци“ (Pride and Prejudice, a latter day comedy) – Режисьор: Андрю Блек, с участието на Кам Хескин, Орландо Сийл, Бенжамен Горли и Лусила Сола. Филмът е комедия, чието действие се развива в настоящето и е преместено в щата на мормоните – Юта (САЩ), където тя е студентка, а той – бизнесмен.
- 2005 – „Гордост и предразсъдъци“ (Pride and Prejudice) – Режисьор: Джо Райт, с участието на Кира Найтли, Матю Макфейдън, Розамунд Пайк, Джуди Денч и Саймън Уудс.
- 2007 – „Доводите на разума“ (Persuasion) – мини сериал с режисьор: Адриан Шерголд, с участието на Сали Хокинс, Рупърт Пенри-Джоунс, Тобайъс Менис и Алис Криге.
- 2007 – „Абатството Нортангър“ (Northanger Abbey) – Режисьор: Джон Джоунс, с участието на Фелисити Джоунс, Джей Джей Фийлд, Кери Мълигън и Лиам Кънингам.
- 2007 – „Менсфийлд парк“ (Mansfield Park) – Режисьор: Иан Макдоналд, с участието на Били Пайпър, Блейк Ритсън, Хейли Атуел и Джоузеф Бийти.
- 2008 – „Разум и чувства“ (Sense and Sensibility) – минисериал на БиБиСи с режисьор: Джон Александър, с участието на Хети Морахан, Чарити Уейкфийлд, Дан Стивънс и Дейвид Мориси. Мартин Фипс е номиниран за наградата на Британска академия за филмово и телевизионно изкуство (БАФТА) за 2008 година в категорията най-добра музика.
- 2009 – „Ема“ (Emma) – минисериал на БиБиСи с режисьор Джим О'Ханлън, с участието на Ромола Гарай, Джони Лий Милър, Майкъл Гамбън, Рупърт Еванс.